# Circuit Eastern Creek
Circuit Eastern Creek (of Eastern Creek Raceway) is een racecircuit in Eastern Creek, een voorstad van de Australische stad Sydney. Het circuit is 3,93 kilometer lang.
Het circuit heeft vele heuvels en krappe bochten. Er wordt tegen de klok in gereden. Hoewel het niet een echt breed circuit is, kan men er toch flink hoge snelheden halen van boven de 250 km/u. Het ronderecord staat op 1'19.750, gereden door Nicolas Lapierre in een A1GP-auto.
Tussen 1991 en 1996 werd de Grand Prix van Australië (land) voor motoren op dit circuit gehouden.
In november 2005 werd er een ronde van de A1GP-klasse gehouden. Vroeger werd er de Tasman-series verreden.